# Guinea (mince)

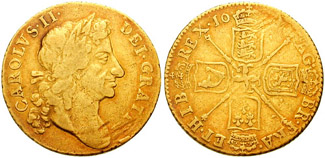
Guinea Karla II.

Guinea (zkratka gn) byla zlatá mince používaná v Anglii a později Spojeném království od 17. století do 19. století. Měla průměr okolo 2 cm a vážila čtvrt unce (něco přes osm gramů). Byla zavedena roku 1663 v rámci restaurace Stuartovců a nesla na líci portrét a jméno vládnoucího panovníka a na rubu státní znak. Byla jednou z prvních strojově ražených anglických mincí, po jejím zavedení se ruční ražba přestala používat. Název guinea dostala podle Guiney v Africe, odkud Angličané importovali většinu zlata.
Původně měla mince hodnotu jedné libry šterlinků, ale zájem o zlato způsobil, že se ve skutečnosti za guineu platilo o něco více. V roce 1717 Isaac Newton jako dozorce královské mincovny zavedl v Británii zlatý standard, který stanovil pevnou hodnotu guiney na 21 stříbrných šilinků (tedy jedné libry a jednoho šilinku). Poslední guiney byly vydány roku 1813, v roce 1816 provedla v důsledku napoleonských válek britská vláda měnovou reformu a guineu v roli platidla nahradil sovereign. Nadále se termín guinea neoficiálně používal jako označení částky o dvacetinu vyšší než libra (od přechodu na desítkovou soustavu v roce 1971 jedna libra a pět pencí). V guineách se uváděly ceny luxusního zboží, aby vypadaly opticky nižší, nebo také honoráře lékařů, právníků a umělců.
Dosud se tato jednotka používá v britském dostihovém sportu: nejvýznamnější rovinové dostihy jsou označovány jako 2000 Guineas Stakes podle odměny tradičně vyplácené vítězi (i když ta je už v důsledku inflace nominálně vyšší) a také při dražbách koní se uvádí částka v guineách, aby zahrnula pětiprocentní provizi dražitele.
Egyptská libra se jmenuje arabsky geneh (جنيه مصري) právě podle britské guiney.